# Stipagrostis sahelica
Stipagrostis sahelica là một loài thực vật có hoa trong họ Hòa thảo. Loài này được (Trab.) De Winter miêu tả khoa học đầu tiên năm 1963.